# Liste des épisodes de She-Ra, la princesse du pouvoir
Cet article présente la liste des épisodes de la série animée She-Ra, la princesse du pouvoir.

## Ordre de diffusion US
La liste des épisodes ci-après respecte l'ordre original de diffusion aux États-Unis mais ne correspond pas toujours à l'ordre des diffusions françaises.

### Première saison (1985-1986)
1. L'épée de She-Ra 1re partie : Éthéria (Into Etheria)
2. L'épée de She-Ra 2e  partie : L'île aux bêtes (Beast Island)
3. L'épée de She-Ra 3e partie : She-Ra se libère (She-Ra Unchained)
4. L'épée de She-Ra 4e partie : Les retrouvailles (Reunions)
5. L'épée de She-Ra 5e partie : La bataille de Bright Moon (Battle for Bright Moon)
6. Le duel (Duel at Devlan)
7. Le vaisseau mystérieux (The Sea Hawk)
8. Titre français inconnu (The Red Knight)
9. La hache manquante (The Missing Ax)
10. Titre français inconnu (The Prisoners of Beast Island)
11. Le danger de la forêt des murmures (The Peril of Whisphering Woods)
12. Titre français inconnu (The Laughing Dragon)
13. Le voyage du roi Miro (King Miro's Journey)
14. L'amitié (Friendship)
15. Le miroir de lune (He Ain't Heavy)
16. Titre français inconnu (Return of the Sea Hawk)
17. Titre français inconnu (A Loss for Words)
18. Horde prend des vacances (Horde Prime Takes A Holiday)
19. Titre français inconnu (Enchanted Castle)
20. Titre français inconnu (Three Courageous Hearts)
21. Titre français inconnu (The Stone in the Sword)
22. Le palais de pouvoir (The Crystal Castle)
23. Titre français inconnu (The Crown of Knowledge)
24. Les mines de Mondor (The Mines of Mondor)
25. Titre français inconnu (Small Problems)
26. Les livres interdits (Book Burning)
27. La brume du sommeil éternel (The Eldritch Mist)
28. Les adieux de Flèche d'Or (Bow's Farewell)
29. Le prix de la liberté (The Price of Freedom)
30. Titre français inconnu (Play It Again, Bow)
31. Le sorcier récalcitrant (The Reluctant Wizard)
32. Titre français inconnu (Friends Are Where You Find Them)
33. Titre français inconnu (A Talent for Trouble)
34. Rêve de Troll (Troll's Dream)
35. Titre français inconnu (Gateway to Trouble)
36. Le roi des licornes (The Unicorn King)
37. Titre français inconnu (The Anxious Apprentice)
38. Liberté (Zoo Story)
39. Dans la dimension des ténèbres (Into the Dark Dimension)
40. Le trésor (Treasure of the First Ones)
41. Titre français inconnu (Glimmer's Story)
42. L'ennemi qui me ressemble (Enemy With My Face)
43. Quelle bonne surprise (Welcome Back, Kowl)
44. La peuple de pierre (The Rock People)
45. La grande chasse (Huntara)
46. Micah (Micah of Bright Moon)
47. Le prix du pouvoir (The Price of Power)
48. Un vrai cousin (Birds of a Feather)
49. Joyeux anniversaire (For Want of a Horse)
50. Titre français inconnu (Just Like Me)
51. Mon ami, mon ennemi (My Friend, My Enemy)
52. Le magicien (The Wizard)
53. Un allié inattendu (Unexpected Ally)
54. La lumière du cristal (The Light of the Crystal)
55. Une main secourable (Loo-Kee Lends a Hand)
56. La revanche de Ténébra (Of Shadows and Skulls)
57. Titre français inconnu (Jungle Fever)
58. Neige noire (Black Snow)
59. La grande revanche - 1re partie (Anchors Aloft - Part 1)
60. La grande revanche - 2e partie (Anchors Aloft - Part 2)
61. Fumée épaisse (Darksmoke and Fire)
62. Des chats magiques (Magicats)
63. Des fleurs pour Hordak (Flowers for Hordak)
64. L'enfant sauvage (Wild Child)
65. Titre français inconnu (The Greatest Magic)

### Deuxième saison (1986-1987)
1. Quelqu'un sur qui compter (One To Count On)
2. Le retour du général (Return Of The General)
3. La métamorphose (Out Of The Cocoon)
4. Une leçon d'amour (A Lesson In Love)
5. Leçon de magie (Something Old, Something New)
6. La copine de Loo-Kee (Loo-Kee's Sweety)
7. Titre français inconnu (The Pearl)
8. Titre français inconnu (The Time Transformer)
9. Titre français inconnu (Above It All)
10. Titre français inconnu (Day Of The Flowers)
11. Titre français inconnu (Brigis)
12. Titre français inconnu (The Caregiver)
13. Titre français inconnu (When Whispering Woods Last Bloomed)
14. Titre français inconnu (Romeo And Glimmer)
15. Titre français inconnu (The Perils Of Peekablue)
16. Titre français inconnu (Just The Way You Are)
17. Titre français inconnu (The Locket)
18. Titre français inconnu (Shera Makes A Promise)
19. Titre français inconnu (Bow's Magical Gift)
20. Titre français inconnu (Sweet Bee's Home)
21. Titre français inconnu (Glimmer Come Home)
22. Titre français inconnu (The Inspector)
23. Titre français inconnu (Portrait of Doom)
24. Titre français inconnu (Hordak's Power Play)
25. Titre français inconnu (Shades Of Orko)
26. Titre français inconnu (Assault On The Hive)
27. Titre français inconnu (The Bibbet Story)
28. Titre français inconnu (Swifty's Baby)